# Емцы (Полтавская область)
Емцы́ (укр. Ємці) — село,
Ярмаковский сельский совет,
Миргородский район,
Полтавская область,
Украина.
Код КОАТУУ — 5323289602. Население по переписи 2001 года составляло 31 человек.

## Географическое положение
Село Емцы находится на расстоянии в 0,5 км от села Осово.
К селу примыкает небольшой лесной массив урочище Кошарище.
По селу протекает пересыхающий ручей с запрудой.